# Perná (Lešná)
Perná (deutsch Perna) ist ein Ortsteil der Gemeinde Lešná in Tschechien. Er liegt sieben Kilometer nördlich von Valašské Meziříčí und gehört zum Okres Vsetín.

## Geographie
Perná befindet sich in den westlichen Ausläufern der Mährisch-Schlesischen Beskiden am Osthang des Hügels Perná (576 m). Gegen Norden liegt das Tal des Žebrák, südlich entspringt der Bach Slaná voda. Nordöstlich erhebt sich die Petřkovická hůrka (608 m), im Osten die Buňavka (419 m), südlich die Slaná voda (414 m), im Westen die Perná (376 m) und nordwestlich die Rokyty (358 m). Südwestlich des Dorfes liegen die Teiche Velký choryňský rybník und Malý choryňský rybník. 
Nachbarorte sind Petřkovice im Norden, Straník im Nordosten, Hostašovice im Osten, Jasenice im Südosten, Vysoká im Süden, Lešná im Südwesten, Poruba im Westen sowie Vysoká und Palačov im Nordwesten.

## Geschichte
Archäologische Funde von Urnengräbern auf dem Gemeindegebiet weisen eine Besiedlung zur Zeit der Lausitzer Kultur nach. Die erste schriftliche Erwähnung des wahrscheinlich in der Mitte des 12. Jahrhunderts gegründeten Dorfes Perne erfolgte im Jahre 1355 als Besitz des Vachno von Perne. Sitz der Herren von Perne war eine Feste, die sich am östlichen Rand des Dorfes befand. Seit 1368 wurde der Ort als Perna bezeichnet. Später wurde Perná an die Herrschaft Lešná angeschlossen, zu der es bis zur Mitte des 19. Jahrhunderts untertänig blieb.
Nach der Aufhebung der Patrimonialherrschaften bildete Perná/Perna ab 1850 eine Gemeinde in der Bezirkshauptmannschaft Valašské Meziříčí. Nach der Aufhebung des Okres Valašské Meziříčí wurde Perná 1960 dem Okres Vsetín zugeordnet. 1976 erfolgte die Eingemeindung nach Lešná. 1991 wurden in Perná 226 Einwohner gezählt. Beim Zensus von 2001 lebten in den 85 Wohnhäusern des Dorfes 254 Personen.

## Sehenswürdigkeiten
- Kapelle des hl. Florian
- Naturreservat Choryňský mokřad, Feuchtgebiet am Teich Velký choryňský rybník, südwestlich von Perná